# Mastication

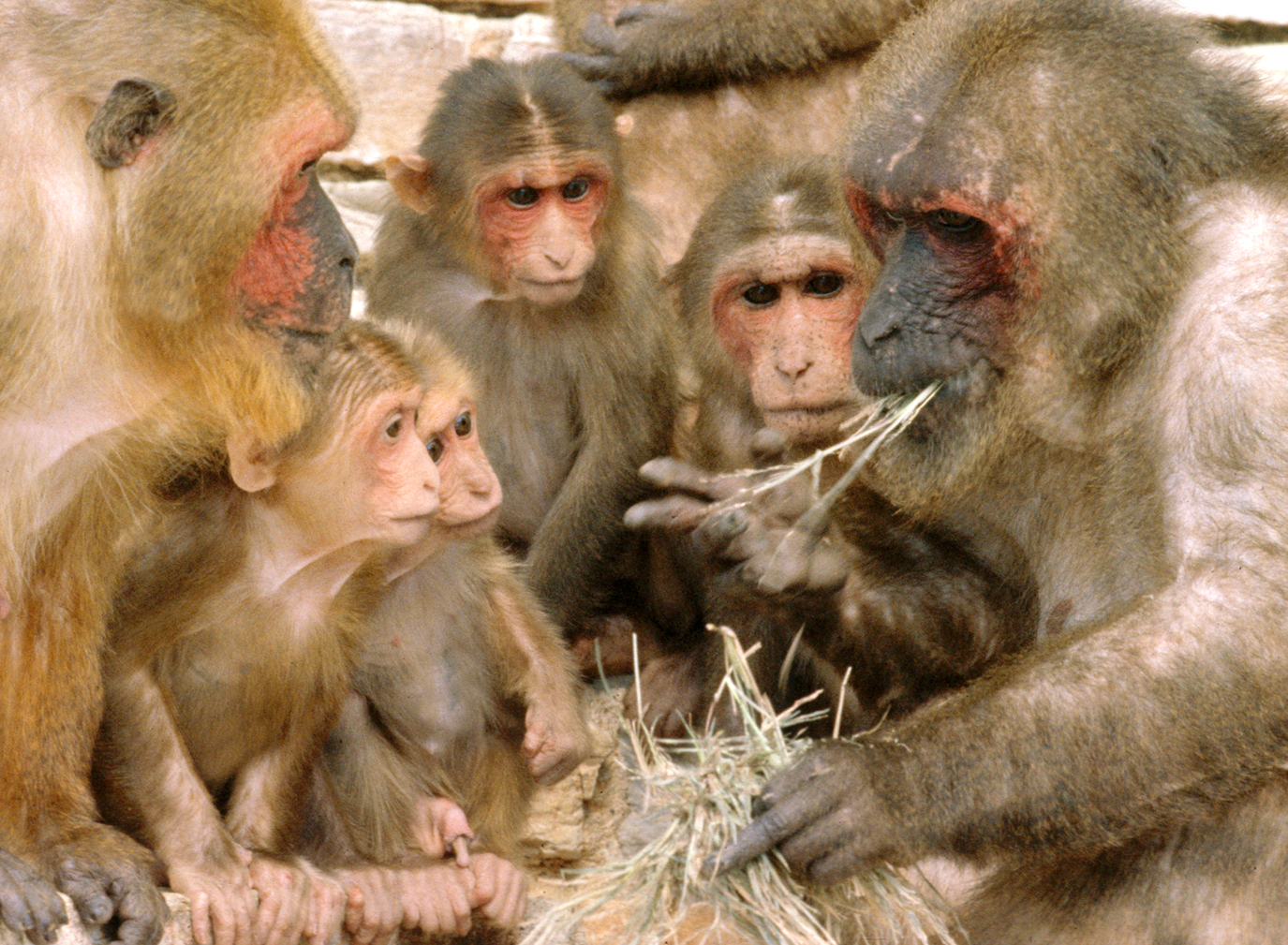
Un macaque utilisant la mastication pour prédigérer de la matière végétale coriace. Macaques et babouins sont des animaux de laboratoire qui ont été utilisés pour l'étude de la mastication,

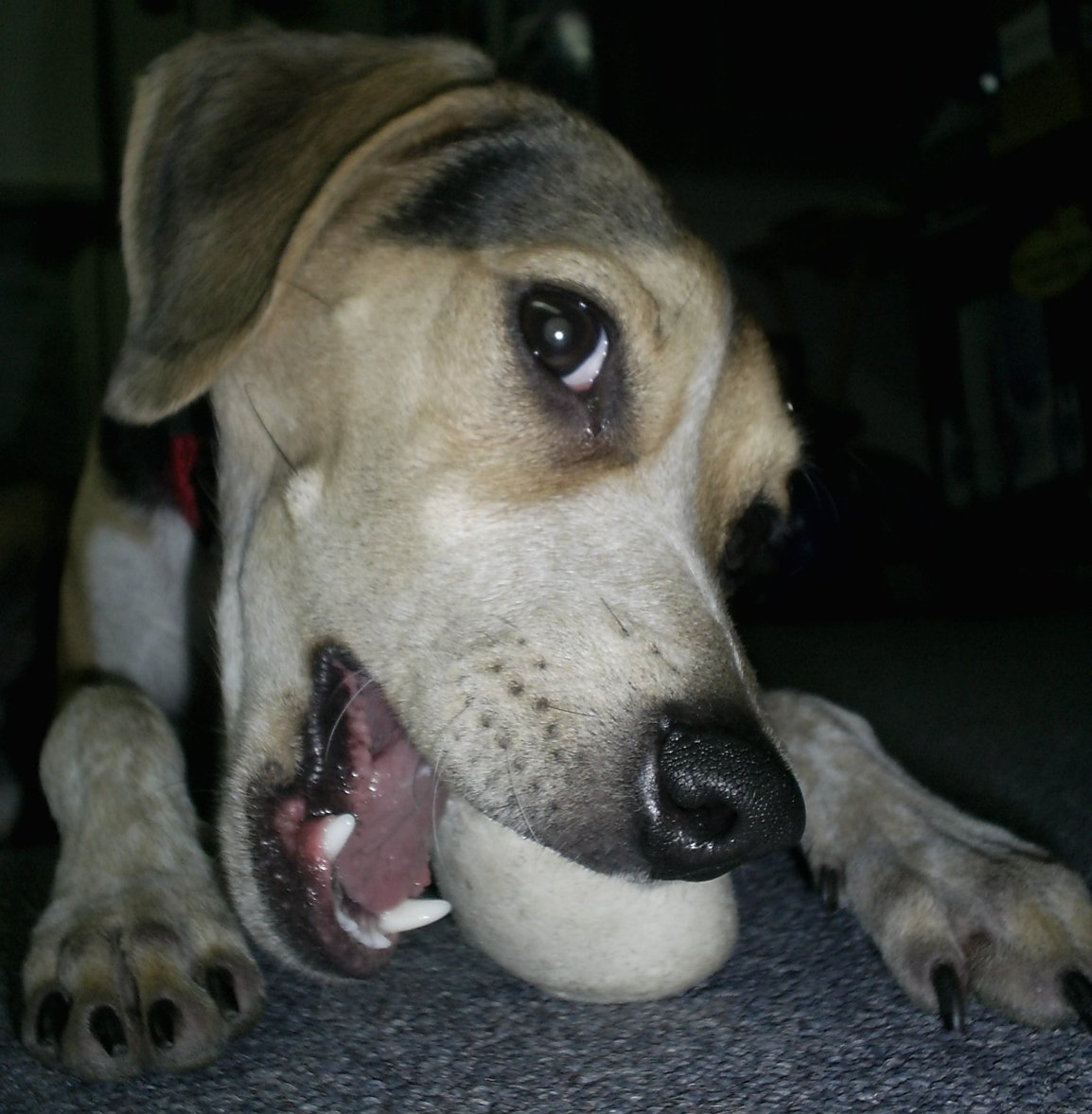
Chez certains mammifères (félins et canidés notamment) la mastication peut faire partie de comportements de jeu (ou d'apprentissage chez les jeunes)

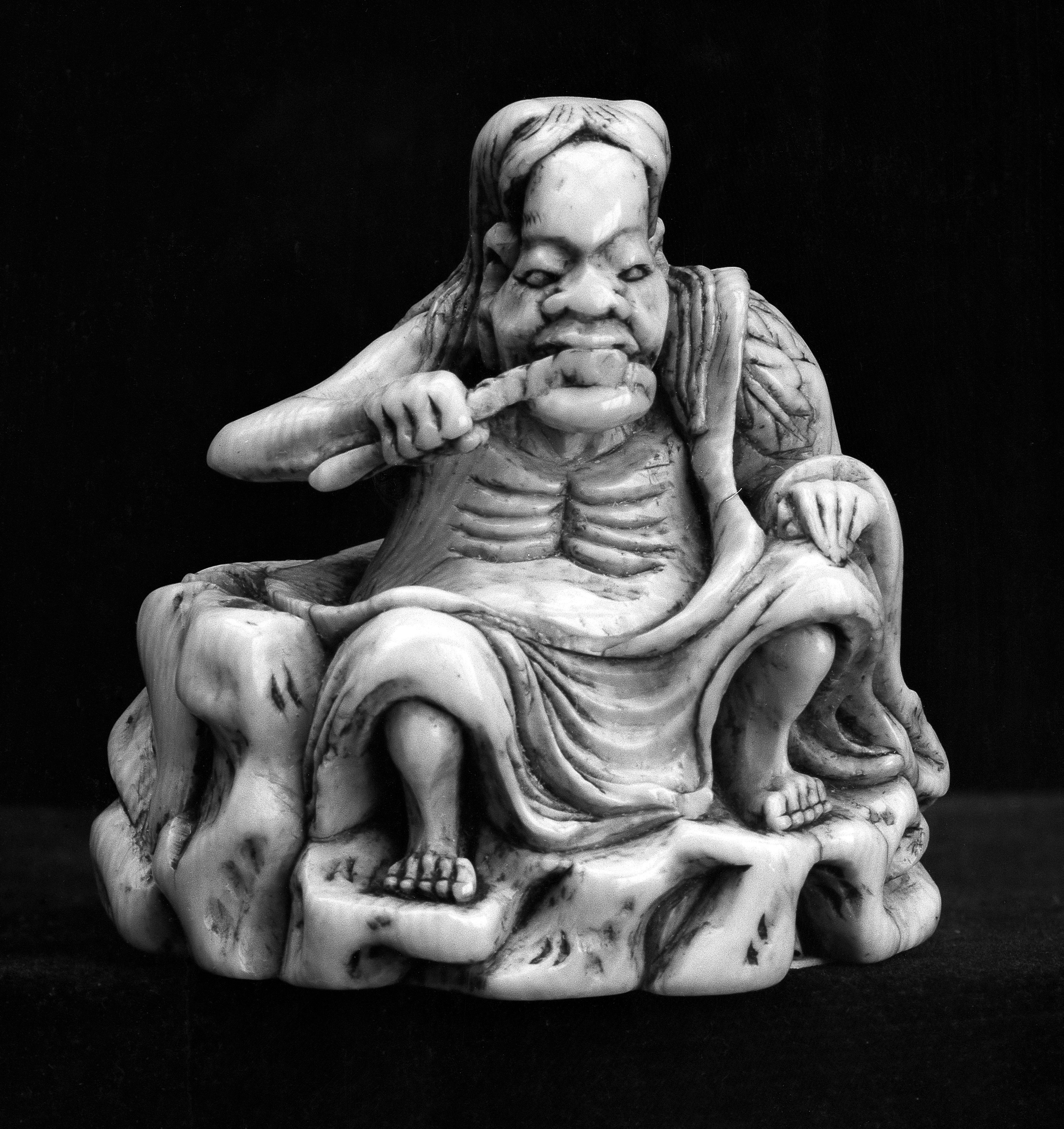
Netsuke japonais représentant Shinno, le dieu de la médecine, mâchant des herbes médicinales

La mastication est l'action de broyer les aliments avec les dents de manière à en favoriser la déglutition et la digestion. Ce phénomène fait appel aux muscles de la mâchoire.  
La mastication fait partie de la manducation, c'est-à-dire de l'ensemble des opérations (préhension, mastication, insalivation, déglutition) antérieures à la digestion dans le tube digestif et constitue la première phase de la digestion buccale, ce qui est souvent ignoré.

## Le processus masticatoire
Les aliments contenus dans la cavité buccale sont écrasés et déchiquetés par les dents. Les dents, de par leurs formes et positions, transforment les aliments en les coupant et/ou les écrasant. Les canines pointues et les incisives tranchantes découpent et déchiquètent alors que les molaires, plus larges et arrondies broient les aliments, qui sont aussi imprégnés de salive, qui contient des enzymes. Ces deux transformations facilitent considérablement leur assimilation par le reste du système digestif, et notamment l'estomac.
La langue intervient aussi dans le processus de mastication. En effet, celle-ci déplace les aliments encore non mastiqués sous les molaires afin qu'ils soient broyés. Elle améliore également le mélange de la salive avec la nourriture. La mastication serait peu efficace si l'individu se contentait seulement de mâcher, sans se servir de sa langue.

## La qualité de la mastication et la santé
La méthode de mastication, conçue en 1898 par Horace Fletcher (en), surnommé « le grand masticateur», connaît encore un certain succès. Américain obèse, il se voit refuser une police d'assurance en raison de son poids respectable. Fletcher entreprend de maigrir par une méthode consistant à mâcher chaque bouchée de nourriture jusqu'à la réduire à l'état de liquide. Cette méthode préconisant de mâcher chaque bouchée au moins 30 fois fait encore l'objet d'exploitation commerciale au début du XXIe siècle, à l'instar du Néerlandais John P. Hiller qui vend pour 20 dollars, sous couvert de régime amaigrissant, une méthode d'initiation à la mastication. Plusieurs études confirment que les gens qui mâchent davantage ont un volume de prise alimentaire moindre et moins de surpoids ou d'obésité,.
La qualité de mastication peut être mesurée par exemple par le « test de la carotte crue coupée ».
La mastication peut être rendue impossible ou difficile par certaines dysharmonies dento-maxillaires, par une allergie à une prothèse ou en raison du port d'un appareil dentaire, ou encore en raison de certaines infirmités motrices et/ou cérébrales ou se dégrader avec l’âge ou quand la dentition est dégradée. Le fait que des dents soient manquantes diminue significativement la performance masticatoire, repousse le moment de la déglutition et augmente la taille des particules avalées. De même pour un éventuel dysfonctionnement salivaire ou musculaire (un muscle masticatoire rendu expérimentalement douloureux par injection d’une solution hypersaline altère significativement la qualité de la mastication, avec notamment une chute de la « force occlusale volontaire maximale »). La perte de certaines dents peut conduire à des changements dans les préférences alimentaires.
La qualité de la mastication est donc l’un des paramètres de la santé et de l’état nutritionnel notamment chez les personnes âgées.
La mastication s’accompagne d’un réflexe de salivation et d’une augmentation (de 25-28 %) du débit sanguin des régions musculaires et sensorimotrices concernées, mais aussi de 9 à 17 % dans le cortex insulaire et de 8 à 11 % dans le cervelet et le striatum, ce qui confirme l’importance de l’activation de certaines zones du cerveau à cette occasion.

## Contrôle de la mastication
La mastication et sa rythmique (importante chez les animaux herbivores) sont en grande partie inconscientes et sous contrôle neural, avec contrôle direct ou indirect du cerveau,. Elle implique la coordination de nombreux muscles.
Diverses boucles de rétroactions sensitivomotrices modulent la mastication selon le goût et les paramètres physiques de pression notamment perçus par la langue, le palais, les joues, la mâchoire, etc..
La mastication ne fait pas intervenir les mêmes processus physiologiques et cérébraux que l’acte de morsure volontaire.

## Bruit
Plusieurs études ont porté sur les bruits (parfois associés à un ressaut) liés à la mastication, ou la capacité de l'enfant à apprendre peu à peu à reconnaitre et différencier le caractère croquant ou croustillant de certains aliments cuits ou crus (croute de pain, carotte ou pomme crue...), information sensorielle qui peut parmi d'autres influer sur le choix des aliments chez l'adulte (certaines publicités insistent sur le caractère « croustillant » de certains aliments de petit déjeuner, céréales préparées, riz soufflé et corn-flakes notamment). 
L’étude des paramètres acoustiques de la mastication (intensité, fréquence et durée, par exemple lors de la mastication d’aliments croustillants comme des chips ou tortillas) peut fournir des indications sur le processus de mastication.
Certains troubles de la phonation sont associés à un dysfonctionnement de la mastication.

## Mastication et addiction

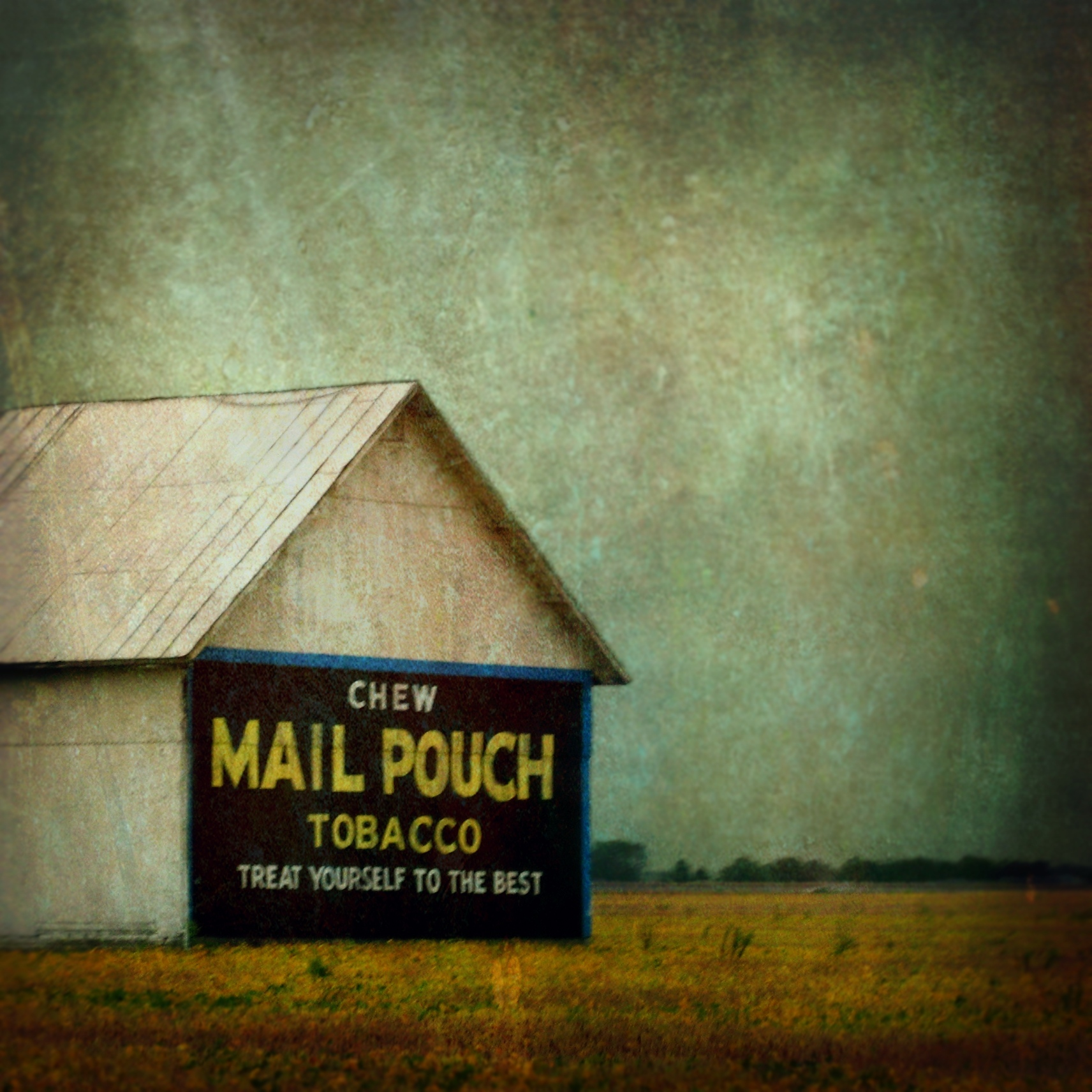
Publicité murale pour du tabac à mâcher sur une grange de l'Ohio ; au pic de cette "mode" (années 1960), il y avait environ 20.000 granges ainsi peintes (dans 22 États américains) aux frais de la Bloch Brothers Tobacco Company (basée à Wheeling, en Virginie-Occidentale).

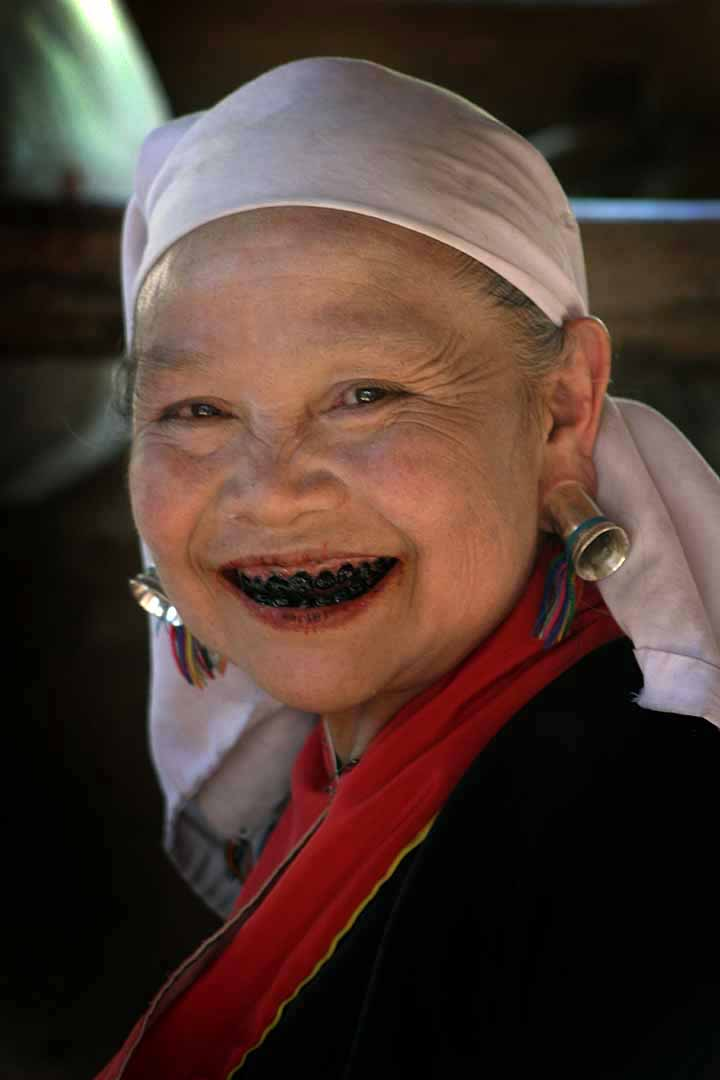
Dents émaillées en noir à des fins esthétiques (Thaïlande).

La mastication du chewing-gum, de tabac à mâcher, de feuilles de coca, de noix d'arec (aussi dite noix de bétel) ou de khat, et la salivation induite, peuvent entraîner des habitudes ou dans les trois derniers cas un comportement addictif et de dépendance,. La mastication de noix d'arec noircit les dents et est source de cancers.